# Euphorbia rhabdodes
Euphorbia rhabdodes är en törelväxtart som beskrevs av Pierre Edmond Boissier. Euphorbia rhabdodes ingår i släktet törlar, och familjen törelväxter. Inga underarter finns listade i Catalogue of Life.